# 2,3,4,5-tetraidropiridina-2,6-dicarbossilato N-succiniltransferasi
La 2,3,4,5-tetraidropiridina-2,6-dicarbossilato N-succiniltransferasi è un enzima appartenente alla classe delle transferasi, che catalizza la seguente reazione:
succinil-CoA + (S)-2,3,4,5-tetraidropiridina-2,6-dicarbossilato + H2O ⇄ CoA + N-succinil-L-2-mamino-6-ossoeptanodioato
L'enzima è coinvolto nella biosintesi della lisina nei batteri (tra cui i cianobatteri) e nelle piante superiori. L'enzima ha avuto il nome errato di 2,3,4,5-tetraidropiridina-2-carbossilato N-succiniltransferasi nell'edizione del 1992 della Enzyme List realizzata dalla IUBMB.